# Echinops sphaerocephalus
La cardicuca o cardo erizo (Echinops sphaerocephalus) es una planta originaria de Europa y perteneciente a la familia Asteraceae. 

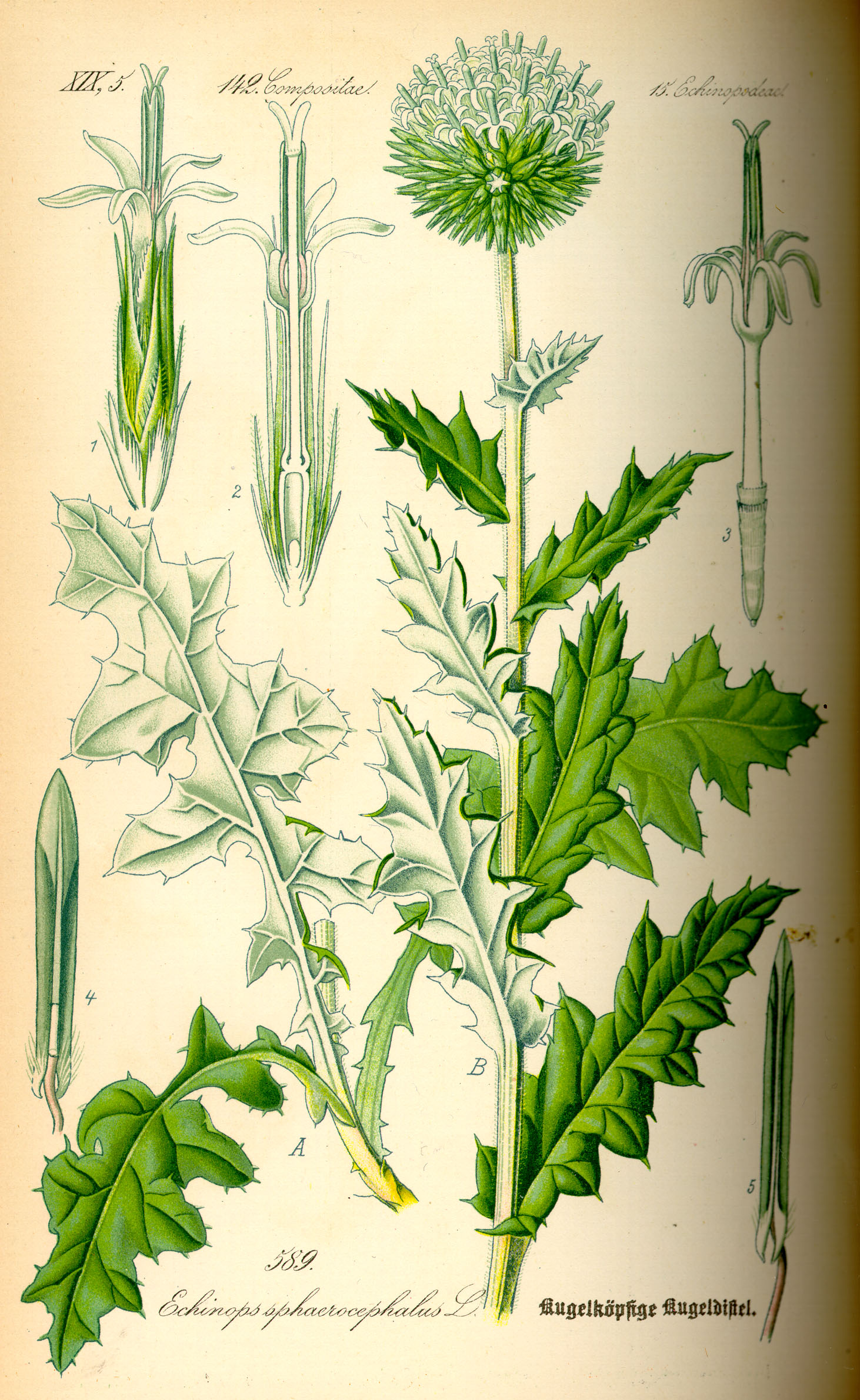
Ilustración

## Hábitat
Muy común en las montañas del sur de Francia y Europa meridional y central.

## Descripción
Es una planta vivaz con tallo erecto de 50-100 cm de altura. Con hojas de color verde, lobuladas, serradas y con espinas. Las flores terminales se encuentra en forma de esfera y son de color azul-gris. El fruto es un peludo aquenio cilíndrico de alrededor de 7 a 8 milímetros de largo.

## Taxonomía
Echinops sphaerocephalus fue descrita por (L.) Moench y publicado en Species Plantarum 2: 814–815. 1753.
Etimología
Echinops: nombre genérico que se deriva de la combinación de dos palabras griegas que significa que la planta se parece a un erizo.
sphaerocephalus: epíteto latíno que significa "de la cabeza esférica".
Sinónimos
- Echinops altaicus Hort. ex DC.
- Echinops cirsiifolius K.Koch
- Echinops cirsiifolius (K.Koch) Grossh.
- Echinops erevanensis Mulk.
- Echinops horridus Link
- Echinops macedonicus Formánek
- Echinops major St.-Lag.
- Echinops maximus Siev.
- Echinops maximus Siev. ex Pall.
- Echinops multiflorus Lam.
- Echinops paniculatus J.Jacq.
- Echinops rochelianus var. cirsiifolius K.Koch
- Echinops villosus Hort. ex DC.
- Echinops viscosus Rchb.
- Echinopus sphaerocephalus (L.) Scop.[3]

Variedades aceptadas
- Echinops sphaerocephalus subsp. albidus (Boiss. & Spruner) Kožuharov
- Echinops sphaerocephalus subsp. taygeteus (Boiss. & Heldr.) Kožuharov